# Christmas Valley
Christmas Valley az Amerikai Egyesült Államok északnyugati részén, Oregon állam Lake megyéjében elhelyezkedő önkormányzat nélküli település.
A Christmas-tóról elnevezett tervezett település alapítója M. Penn Phillips. Az 1963-ban megnyílt posta a Silver Lake-i hivatal telephelyeként működik.

## Története

### Elnevezése
A Christmas-tó, a Christmas-völgy, a Peter-víznyelő és a Peter-patak névadója Peter Christman állattartó. A nevek először a John Whiteaker kormányzó által 1877. szeptember 29-én a Eugene City Guard szerkesztőjének küldött levelében szerepeltek. Whiteaker maga is érdeklődött a terület iránt.
A Christmas (Karácsony) elnevezés egy elírásból származik. Whiteaker levelében maga is keverte: a tóra hol Christman, hol Christmas néven hivatkozott. A Christman család egyes tagjai nevüket a T betű nélkül, Chrismannek írták; az anyakönyvekben is szerepelt mindkét változat.

### Penn Phillips-éra
A települést 1961-ben alapító M. Penn Phillips beruházó az utcákat a karácsonyi ünnepkörhöz kapcsolódó fogalmakról (cukor, fagyöngy stb.) nevezte el, valamint repülőteret, golfpályát és víztározót (Christmas-völgyi-tó, ma Baert-tó) hozott létre. A területet kaliforniai fiatalok és nyugdíjasok körében népszerűsítette; a tervezett ötezer főből végül csak néhányan költöztek ide. Mivel a terület valójában száraz éghajlatú és elszigetelt volt, az 1970-es években Phillips ellen több per is indult megtévesztés miatt, projektjére pedig általánosságban átverésként tekintenek.

## Éghajlat
A település éghajlata mediterrán (a Köppen-skála szerint Csb).

## Gazdaság
A térségben főleg takarmánylucernát termesztenek. A légierő radarállomása 2002-ben zárt be.
A Christmas Valley Park and Recreation District tartja fenn a repülőteret, a golfpályát, a közösségi házat és az újságot is.

## Oktatás
A település diákjai a North Lake Tankerület intézményeiben tanulnak.

## Turizmus
A közeli homokdűnék népszerűek a quadosok körében.

## Fordítás
- Ez a szócikk részben vagy egészben  a   Christmas Valley, Oregon című angol Wikipédia-szócikk ezen változatának fordításán alapul.  Az eredeti cikk szerkesztőit annak laptörténete sorolja fel. Ez a jelzés csupán a megfogalmazás eredetét és a szerzői jogokat jelzi, nem szolgál a cikkben szereplő információk forrásmegjelöléseként.